# Adèle de Pierre
Adèle de Pierre (Neuchâtel, 1 april 1800 - aldaar, 5 augustus 1890) was een Zwitserse gouvernante en vertaalster. Ze was gouvernante aan het Pruisische hof in Berlijn en vertaalde twee romans van de Zwitserse Duitstalige schrijver Jeremias Gotthelf naar het Frans.

## Biografie
Adèle de Pierre was een dochter van Philippe-Auguste de Pierre en van Charlotte Julie Philippe de Bosset, die beide afstamden van aristocratische families uit het Vorstendom Neuchâtel die van liberale gezindte waren en trouw waren aan de koning van Pruisen die over Neuchâtel heerste. Haar vader was staatsraad en zette zich in in verscheidene liefdadigheidsverenigingen.
Adèle de Pierre was een vriendin van de familie Borel, een familie waarvan verschillende dochters in het buitenland als gouvernante aan de slag waren gegaan. Tegen het einde van de 18e eeuw werden er in Neuchâtel bovendien verschillende meisjespensionaten opgericht, waarvan de directrices veelal in het buitenland hadden gewerkt. Mogelijks legde de Pierre daar de nodige contacten om later in Pruisen aan de slag te gaan. In 1851 volgde ze uiteindelijk Sophie von May, afkomstig uit Bern, op als gouvernante aan het Pruisische hof in Berlijn. Daar bleef ze tot 1853 de gouvernante van prinses Louise Marie Elisabeth van Pruisen, die in 1856 huwde met groothertog Frederik I van Baden. Daarmee maakte ze deel uit van een traditie aan het Pruisische hof om gouvernantes uit Neuchâtel aan te werven. Zo was bijvoorbeeld Salomé de Gélieu gouvernante van Louise van Mecklenburg-Strelitz, de grootmoeder van prinses Louise.
Aan het Pruisische hof interesseerde men zich bijzonder voor de werken van de Zwitserse auteur Jeremias Gotthelf. Augusta van Saksen-Weimar-Eisenach, de moeder van prinses Louise, had zelfs persoonlijke contacten met Gotthelf. Adèle de Pierre zou twee romans van zijn hand vertalen naar het Frans. Het ging enerzijds om de roman Ulric le valet de ferme, die in 1850 werd uitgebracht en een vertaling was van Uli der Knecht, en anderzijds om Ulric le fermier, dat in 1853 uitkwam en een vertaling was van Uli der Pächter. Hoewel deze werken anoniem werden vertaald, geven de aantekeningen in het dagboek van de Pierre duidelijk aan dat zij de vertaalster is van deze werken. In 1854 en 1876 bracht ze van ieder werk een tweede versie uit.

## Werken
Vertalingen van Jeremias Gotthelf
- Ulric le valet de ferme, ou comment Ulric arrive à la fortune, 1850.
- Ulric le fermier. Seconde partie d’Ulric le valet de ferme, 1853.